# Anna Tenta
Anna Tenta (* 3. März 1977 in Salzburg) ist eine österreichisch-schweizerische Schauspielerin.

## Biografie
Anna Tenta wurde in eine österreichisch-schweizerische Musikerfamilie geboren und wuchs in Rennes und danach in Bern auf. Sie studierte von 1994 bis 1998 Musik und Tanzpädagogik am Mozarteum sowie parallel dazu Bühnentanz am SEAD in Salzburg. Ihre Studien wurden mit einem Begabtenstipendium gefördert.
Anna Tenta ist Mutter eines Sohnes aus der Beziehung mit Joachim Schlömer.

## Tanz
Ihre Choreographien wurden u. a. im Tanzhaus Zürich, La Bâtie-Festival de Genève, Schauspielhaus Zürich, Arsenic Lausanne gezeigt. Als Tänzerin tanzte sie u. a. für die Cie. Sans Filtre, für Salome Schneebeli, Arthur Kuggeleyn, Prue Lang, Michael d’Auzon, Liz King, Joachim Schlömer und als Gast für William Forsythe/the Forsythe Company. Sie war bis 2011 als Tänzerin aktiv.

## Schauspiel
Seit 2010 ist Anna Tenta als Schauspielerin tätig.
TV und Film
- 2012: Traumland
- 2012: SOKO Donau (Fernsehserie)
- 2012: Das Loch 2 (Kurzfilm)
- 2012: Scotchend (Kurzfilm)
- 2013: Die Spionin (Fernsehfilm)
- 2013: De Zonen van Van As (Fernsehserie)
- 2013: Janus (Fernsehserie)
- 2013: CopStories (Fernsehen)
- 2013: Run Boy Run (Kurzfilm)
- 2013: Thank You (Kurzfilm)
- 2014: De zonen van Van As (Fernsehserie)
- 2014: Le petit requin
- 2014: Bild mit Ton (Fernsehfilm)
- 2014: Madame Nobel (Fernsehfilm)
- 2015: Das brandneue Testament (Le tout nouveau testament) (Kino)
- 2015: De Zonen van Van As (Fernsehserie)
- 2016: Our Girl BBC Drama Series
- 2017: Schnell ermittelt (TV)
- 2017: Der Unschuldige (Kino)
- 2017: De Zonen van Van As (belgische Fernsehreihe)
- 2018: Notruf Hafenkante (Fernsehserie, Folge Letzter Schritt)
- Preview: The ringing in our ears (Kino)
- 2019:  Tsokos (Fernsehreihe)
- 2019: Goud (Kino)
- 2019:  Bloody Marie (Kino)
- 2020: Tatort: Die Nacht gehört dir (Fernsehreihe)
- 2020: Jagdzeit (Kino)
- 2021: Freaks Out (Kino)
- 2021: Kaiserspiel, Bismarcks Reichsgründung in Versailles (TV)
- 2023: Landkrimi – Dunkle Wasser (Fernsehreihe)
- 2025: Maloney (Fernsehserie, Folge Killerinstikt)

## Auszeichnungen
- 1993–1997: Carl-Orff-Begabtenstipendium
- 2003: International Scholarship Danceweb/Impulstanz
- 2009: Anerkennungspreis der Stadt Zürich (2009) für ihre Leistung im Bereich Tanz&Performance
- 2014: Newcomer Award (NY-Scholarship)